# Patricia del Soto
Patricia del Soto Traver (Esplugas de Llobregat, 16 de diciembre de 1980 - ) es una deportista española, en la disciplina de waterpolo.

## Biografía
Su primer partido con la selección española de waterpolo fue en 1999. Ha jugado con la selección española en numerosas ocasiones. 

## Clubes
- Club Esportiu Mediterrani ( España)
- Club Natació Sabadell ( España) (1998-2005)[1]
- Olympiacos CFP ( Grecia)
- Ethnikos Piraeus ( Grecia)
- NO Vouliagmeni ( Grecia)

## Títulos
Como jugadora de club
- 5 ligas nacionales de España.
- 1 vez campeona de la copa de Europa de waterpolo femenino (2009)

Como jugadora de la selección española
- Subcampeona de Europa en el Europeo de Málaga (2008)